# Dodici Apostoli (Victoria)
I Dodici apostoli (in inglese The Twelve Apostles) sono una serie di faraglioni di pietra calcarea al largo della costa australiana del Parco nazionale Port Campbell, servita dalla Great Ocean Road, a sud dello stato di Victoria. La loro vicinanza gli uni agli altri ha fatto del sito una popolare attrazione turistica.

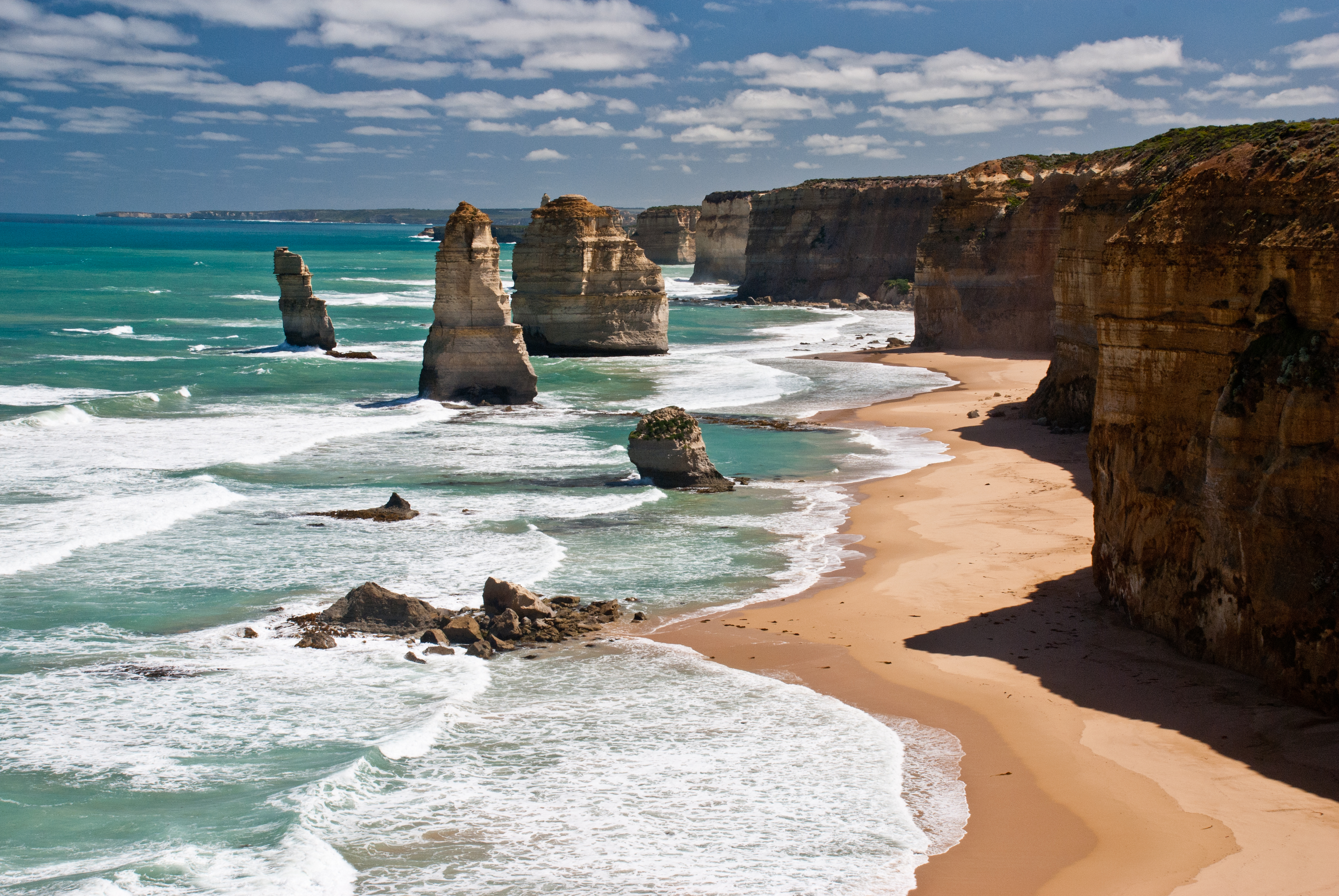
I Dodici Apostoli, nello stato di Victoria, Australia

## Genesi e storia
La formazione dei Dodici apostoli cominciò tra i 10 e i 20 milioni di anni fa, quando facevano ancora parte della costa rocciosa.
Il distaccamento avvenne per opera della lenta erosione apportata dalle condizioni meteorologiche avverse e dalle onde dell'Oceano Meridionale.
Dapprima si formarono delle grotte, poi delle arcate che, sgretolandosi, diedero vita a questi faraglioni alti quasi cinquanta metri.
Nel corso degli anni diversi Apostoli cedettero alle forze dei venti e all'erosione; quest'ultima continua a consumare le basi di essi con una velocità di due centimetri l'anno.
Fino al 3 luglio 2005 i faraglioni erano nove, ma improvvisamente un monolite crollò nelle acque oceaniche in meno di un minuto.
Oggi gli Apostoli sono otto, anche se si scorgono diverse formazioni rocciose sotto il pelo dell'acqua.
Nonostante il loro numero sia in continuo cambiamento, sono stati soprannominati di The Twelve Apostles meramente ai fini turistici.
Fino al 1922 erano chiamati the Sow and Piglets, "la scrofa e i maialini".

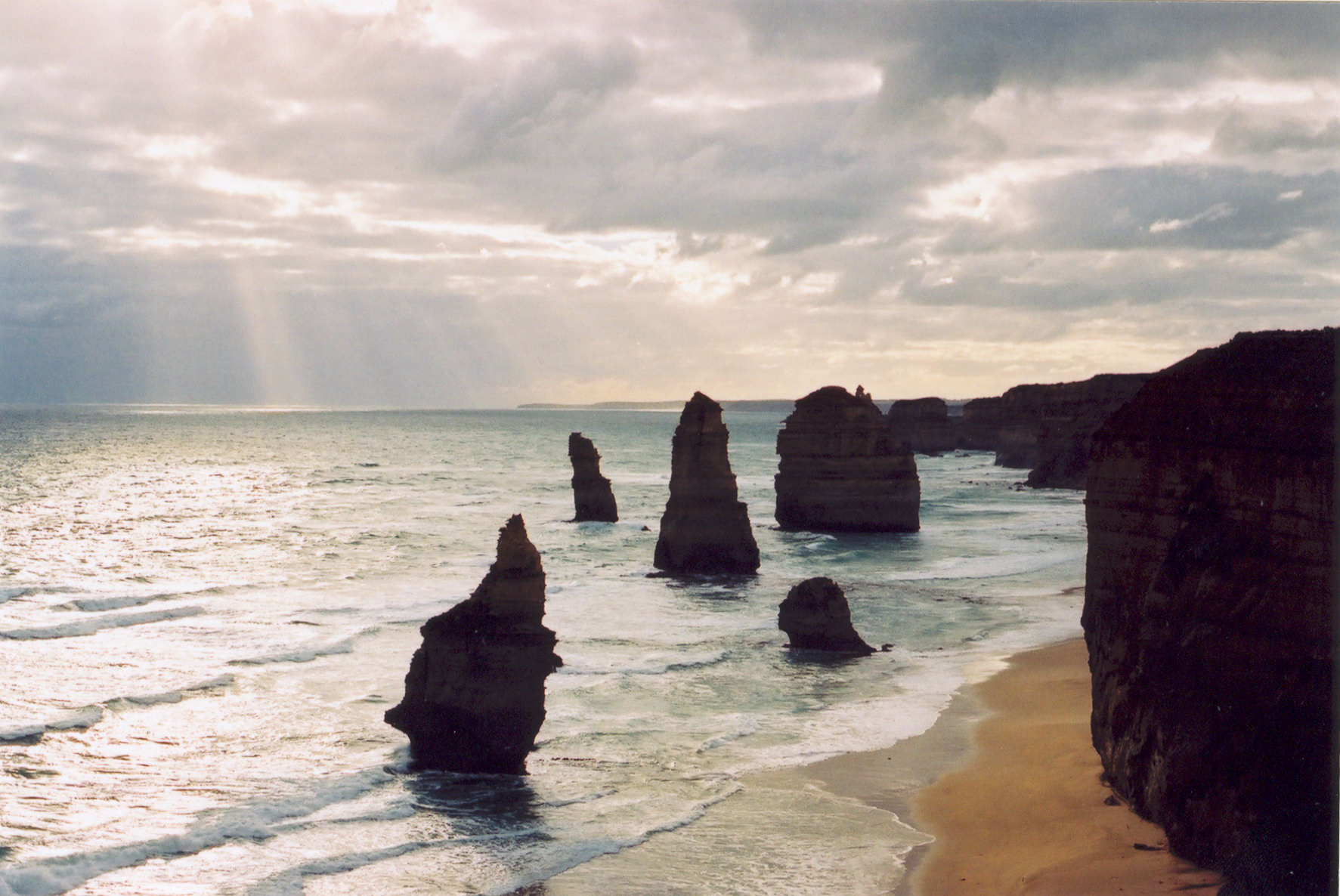
Gli Apostoli quando ancora erano 9